# 戈盧比夫卡 (普里盧基區)
50°33′38″N 32°29′38″E / 50.56056°N 32.49389°E
戈盧比夫卡（烏克蘭語：Голубівка），是烏克蘭的村落，位於該國北部切爾尼戈夫州，由普里盧基區負責管轄，始建於1600年，面積2.19平方公里，海拔高度154米，2001年人口964，人口密度每平方公里441.19人。